# Irene Esser
Irene Sofía Esser Quintero (Ciudad Guayana; 20 de noviembre de 1991) es una actriz, modelo, y exreina de belleza venezolana. Ganadora del título Miss Venezuela 2011, donde representó al estado Sucre. El 19 de diciembre de 2012 representó a su país Venezuela en el Miss Universo 2012, donde obtuvo el título de segunda finalista.

## Miss Venezuela 2011
Irene Esser, compitió como Miss Sucre, como una de las 24 candidatas del concurso de belleza Miss Venezuela 2011, celebrado el 15 de octubre de 2011 en Caracas, donde obtuvo el Premio Miss Elegancia y se convirtió en la tercera Miss Venezuela ganadora del estado Sucre, obteniendo el derecho a representar a su país en Miss Universo 2012.

## Miss Universo 2012
Irene representó a Venezuela en el Miss Universo 2012 el cual se celebró el 19 de diciembre en el hotel Planet Hollywood de la ciudad de Las Vegas, Estados Unidos. Allí disputó con otras 88 candidatas de diversos países el título de Miss Universo; al final de la velada quedó posicionada como segunda finalista y la representante de Estados Unidos, Olivia Culpo, resultó ganadora.

## Vida personal y artística
Irene Esser nació en la localidad de Puerto Ordaz, pero de pequeña se mudó a Río Caribe en el estado Sucre. Irene es de ascendencia alemana por el lado paterno. Su padre Billy Esser Bontas, es un importante empresario del cacao, fundador en 1997 de la hacienda Bukare en la península de Paria. Su madre Alida Quintero y familia materna son venezolanas provenientes de Cumaná, Estado Sucre. Luego de culminar los estudios de secundaria se mudó a Inglaterra en donde cursó estudios en el Shrewsbury College of Arts & Technology, un instituto de Artes y Tecnología.
Estudió en el colegio «Don Andrés Bello» en Carúpano, Estado Sucre. De regreso a Venezuela estudia Artes Escénicas en la Universidad de Los Andes en Mérida. En el 2012 inicio estudios de actuación en la «New York Film Academy». También ha sido imagen de la línea de vestidos Sherri Hill, también vinculada al Miss Universo. Adicionalmente establece contrato con la firma de modelos Trump Model Management.
Mantuvo una relación sentimental con Andrés Manuel López Beltran, hijo del presidente mexicano Andrés Manuel López Obrador, actualmente mantiene una relación amorosa con el actor español Iván Sánchez.
En el 2019 formó parte del elenco de la serie «Bolívar: una lucha admirable», transmitida por Netflix y Caracol TV, en donde interpretó a María Teresa del Toro Alayza, la única esposa del prócer venezolano Simón Bolívar. Actuación que le valió el premio «Produ Awards 2019», como mejor actriz de reparto.
En el 2020, protagonizó su primera película, titulada El baile.

## Filmografía
| Año  | Título                       | Rol                                      | Empresa            | Notas                |
| ---- | ---------------------------- | ---------------------------------------- | ------------------ | -------------------- |
| 2023 | El inmortal                  | Paulina                                  | Movistar Plus+     |                      |
| 2022 | Pena ajena                   | Sonia                                    | Pantaya            | Participación        |
| 2019 | Bolívar, una lucha admirable | María Teresa Rodríguez del Toro y Alayza | Caracol Television | Protagonista juvenil |
| 2016 | Poseída                      | Maria García                             |                    | Protagonista         |
| 2016 | Piel salvaje                 | Camila Espino                            | RCTV Producciones  | Protagonista         |
| 2014 | Corazón esmeralda            | Beatriz Elena Beltrán Jiménez            | Venevisión         | Protagonista         |

| Año  | Título           | Rol       | Notas        |
| ---- | ---------------- | --------- | ------------ |
| 2022 | Caballero Águila | Alejandra | Película     |
| 2019 | El baile         | Ivana     | Película     |
| 2018 | Closet           |           | Cortometraje |
| 2018 | Autocannibalism  | Ana       | Cortometraje |
| 2015 | Paquete #3       | Ciclista  | Película     |

## Cronología
| Predecesor: Priscila Machado   | 2.ª finalista de Miss Universo 2012 | Sucesor: Constanza Báez  |
| Predecesora: Vanessa Gonçalves | Miss Venezuela 2011                 | Sucesora: Gabriela Isler |
| Predecesora: Adriana Kuper     | Miss Sucre 2011                     | Sucesora: Ingrid Smith   |